# Krafla

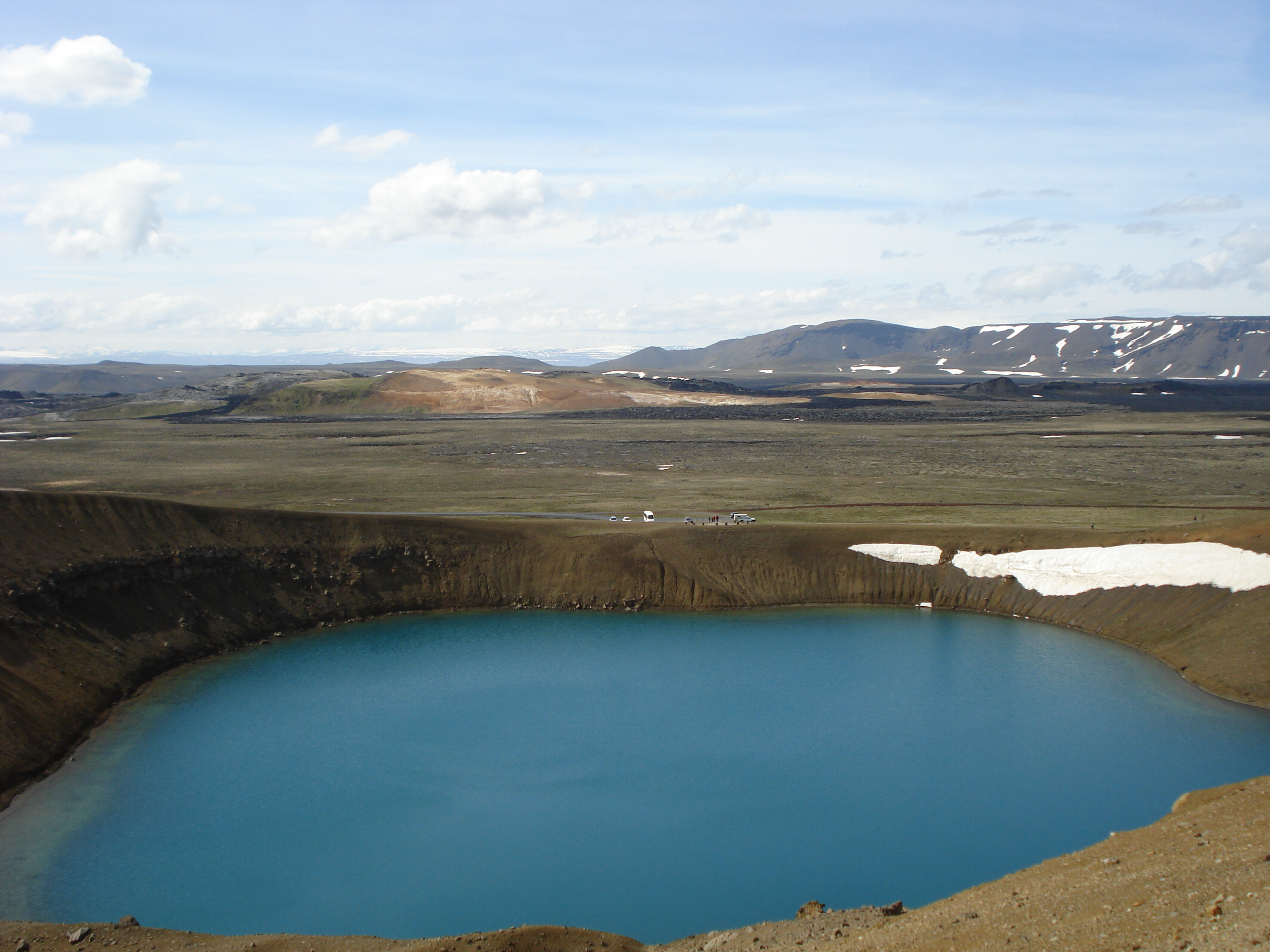
Blick vom Víti auf die Krafla

Bei der Krafla [ˈkʰrapla] handelt es sich um ein Vulkansystem von ca. 100 km Länge im Norden Islands. Der gleichnamige Zentralvulkan von 818 m Höhe beherrscht mit zahlreichen Kratern die Mývatn-Region.

## Detailliertere Beschreibung
Das Krafla-Vulkansystem besteht aus einem Zentralvulkan mit Einbruchscaldera und einem länglichen Spaltenschwarm. Letzterer ist ca. 10 km breit und erstreckt sich über etwa 100 km in Nord-Süd-Richtung. Am südlichen Ende befindet sich z. B. der Tafelvulkan Selfjall. Im Norden reicht das System bis in den Fjord Öxarfjörður.
Der Zentralvulkan Krafla selbst, unter dem in etwa 3 km Tiefe eine Magmakammer liegt, besteht vor allem aus einer großen Caldera (10 km im Querschnitt). Er ist über 200.000 Jahre alt. Der Vulkan baute sich durch Ausbrüche unter Eis ebenso wie an der Luft auf, d. h. Aktivitäten konnten auch während Kaltzeiten der Eiszeit nachgewiesen werden.

## Eruptionsgeschichte
Nach: Thor Thordarson, Armann Hoskuldsson: Iceland - Classic Geology in Europe 3. Harpenden 2002, S. 145 ff.

### Vorgeschichtliche Ausbrüche
Die Caldera selbst entstand bei enormen explosiven Eruptionen, bei denen Magmakammern in sich zusammenbrachen, vor mehr als 100.000 Jahren.
Am äußeren Calderarand befinden sich u. a. zwei rhyolitische Tafelvulkane, Hlíðarfjall und Jörundur, die während der Eiszeit unter Gletschern entstanden.

### Ausbrüche nach der Eiszeit
Die neuzeitlicheren Ausbrüche begannen mit der Bildung des Tuffrings Lúdent vor mehr als 6600 Jahren. Bald danach folgten weitere Ausbruchsserien in naheliegenden Spalten und auch am Námafjall.

### Die Älteren Laxá-Laven
Die ausgedehnten sogenannten Älteren Laxá-Laven strömten vor ca. 3800 Jahren auf das Gebiet des Krafla-Vulkans, waren jedoch bei Ausbrüchen des zum angrenzenden Fremrinámur-System gehörenden Schildvulkans Ketildyngja entstanden. Dabei wurde der Abfluss des Flüsschens Laxá í Aðaldal verstopft, so dass sich dahinter der See Mývatn zu bilden begann (vgl. auch die Entstehung des Sees Þingvallavatn). Die Laven folgten dann dem Tal der Laxá über 50 km Länge, bis sie schließlich in die Bucht Skjálfandi strömten.

### Hverfjall
Der Tuffring Hverfjall verdankt seine Entstehung einer hydromagmatischen Explosion, d. h. dem Zusammentreffen von Magma mit Grundwasser, im Zusammenhang mit einer neuerlichen Ausbruchsserie vor ca. 2800 Jahren.
Am 22. Juni 2011 wurde Hverfjall zusammen mit Dimmuborgir unter Naturschutz gestellt.

### Die Jüngeren Laxá-Laven
Nicht weit vom Hverfjall gab es weitere Ausbruchsserien in der Kraterreihe der Lúdentsborgir vor ca. 2000 Jahren. Diese produzierten die sog. Jüngeren Laxá-Laven.
Dieser Ausbruchsserie steht am Ursprung des heutigen malerischen Aussehens der Gegend um den Mývatn. Denn hierbei entstand z. B. ein Lavasee, dessen Rückstände heute das Lavalabyrinth der Dimmuborgir bilden, ebenso wie die zahlreichen Pseudokrater, sowohl als Inseln im See als auch an Land etwa bei Skútustaðir.

### Mývatn-Feuer und Víti-Krater
Im 18. Jahrhundert gab es neuerlich größere Ausbruchsserien, nachdem Krafla etwa 1000 Jahre lang geruht hatte. Diese nannte man später Mývatn-Feuer (isl. Mývatns-Eldar).
Dabei handelte es sich um Unruhe- und Ausbruchsphasen, die sich über 5 Jahre erstreckten, von 1724 bis 1729.
Am 17. Mai 1724 begann die Unruheepisode mit einer weiteren hydromagmatischen Explosion, die den Krater Víti formte. Víti bedeutet im Isländischen Hölle. Es gibt einen zweiten Krater dieses Namens südöstlich des Mývatn an der Askja. Im Víti befindet sich heute ein Maar, das seine türkise Farbe durch die Kieselsäurealgen erhält.
Wiederholte Ausbruchsphasen zogen sich bis 1729 hin. Die Ausbrüche umfassten auch das Gebiet des Leirhnjúkur und sogar die unmittelbare Umgebung von Reykjahlíð, wo man bei Bjarnaflag Lavafontainen sehen konnte.
Die damals hier bestehenden drei Höfe mussten geräumt werden. Die Kirche jedoch, die auf einem kleinen Hügel steht, blieb erhalten.
1746 folgten weitere Ausbrüche.
Während dieser Unruhephase gab es auch starke Erdbeben- und Riftingphasen.

### Krafla-Feuer
Die bisher letzte Ausbruchsserie der Krafla fand von 1975 bis 1984 statt, die sogenannte Krafla-Feuer (isländisch Kröflueldar).
Die Namensgebung weist darauf hin, dass die Ausbrüche nun mehrheitlich in der Krafla-Caldera selbst stattfanden und dort besonders am und beim Vulkan Leirhnjúkur. Die Lavafelder dort sind immer noch warm und entgasen, ebenso wie der Gipfel und das Hochtemperaturgebiet mit seinen Solfataren, Schlammquellen und Fumarolen an seinem Fuß.
Dabei konnte man Erdbeben bis zur Stärke 4 messen. Der Boden im ganzen System verformte sich, es kam zu Grabenbildung sowie Inflation und Deflation des Caldera-Bodens. Insgesamt weitete sich der Spaltenschwarm um 900 mm aus während der 9 Jahre andauernden Unruhephasen.
Wissenschaftler konnten auf diese Weise belegen, dass Rifting und Spreizung kein kontinuierlicher Prozess sind, sondern in Schüben verlaufen (vgl. Plattentektonik).

## Hochtemperaturgebiet Hverarönd
Solfataren und Schlammquellen kennzeichnen das nahegelegene Hochtemperaturgebiet Námaskarð oder Hverarönd an der Ostseite des zum Kraflasystems gehörenden Vulkans Námafjall. Es gehört ebenfalls zu diesem Vulkansystem.

## Nutzung der geothermalen Energie

### Geothermalkraftwerke
Seit 1977 nutzt man die geothermische Energie mittels zweier Geothermalkraftwerke, Bjarnaflagsstöð bei Reykjahlíð und Kröfluvirkjun direkt am Zentralvulkan Krafla.

### Tiefbohrungen an einem Zentralvulkan
Bei Tiefbohrungen in der Krafla-Caldera stieß ein Forscherteam im Jahre 2009 überraschend in 2.100 m Tiefe auf rhyolithisches Magma.
Man überlegt, ob man nicht dem Magma nähere Wasserschichten zur Energieproduktion nützen könnte.
Andererseits wenden sich Naturschützer wie z. B. der Journalist Ómar Ragnarsson gegen die Tiefbohrungen, weil sie der Ansicht sind, dass die technischen Anlagen die Schönheit der Landschaft beeinträchtigen und außerdem einen beträchtlichen Lärmpegel verursachen.

## Wandern an der Krafla
Das Gebiet im Bereich des Zentralvulkans gilt als eines der interessantesten Wandergebiete Islands. Es ist auch eines der am besten mit Wanderwegen erschlossenen.
Dabei kann man unter verschiedensten Möglichkeiten einfachen und mittleren Schwierigkeitsgrades wählen.
Leichte Wanderungen führen etwa auf meist breit ausgebauten Wegen durch die Reste des Lavasees bei Dimmuborgir oder um und auf die Pseudokrater von Skútustaðir ebenso wie durch das Hochtemperaturgebiet Hverarönd oder auf den Víti-Krater. Mittleren Schwierigkeitsgrad haben etwa Touren auf den Vindbelgjarfjall sowie um und auf den Leirhnjúkur und von dort in etwa fünf Stunden hinunter zum See nach Reykjahlíð.

## Fotogalerie

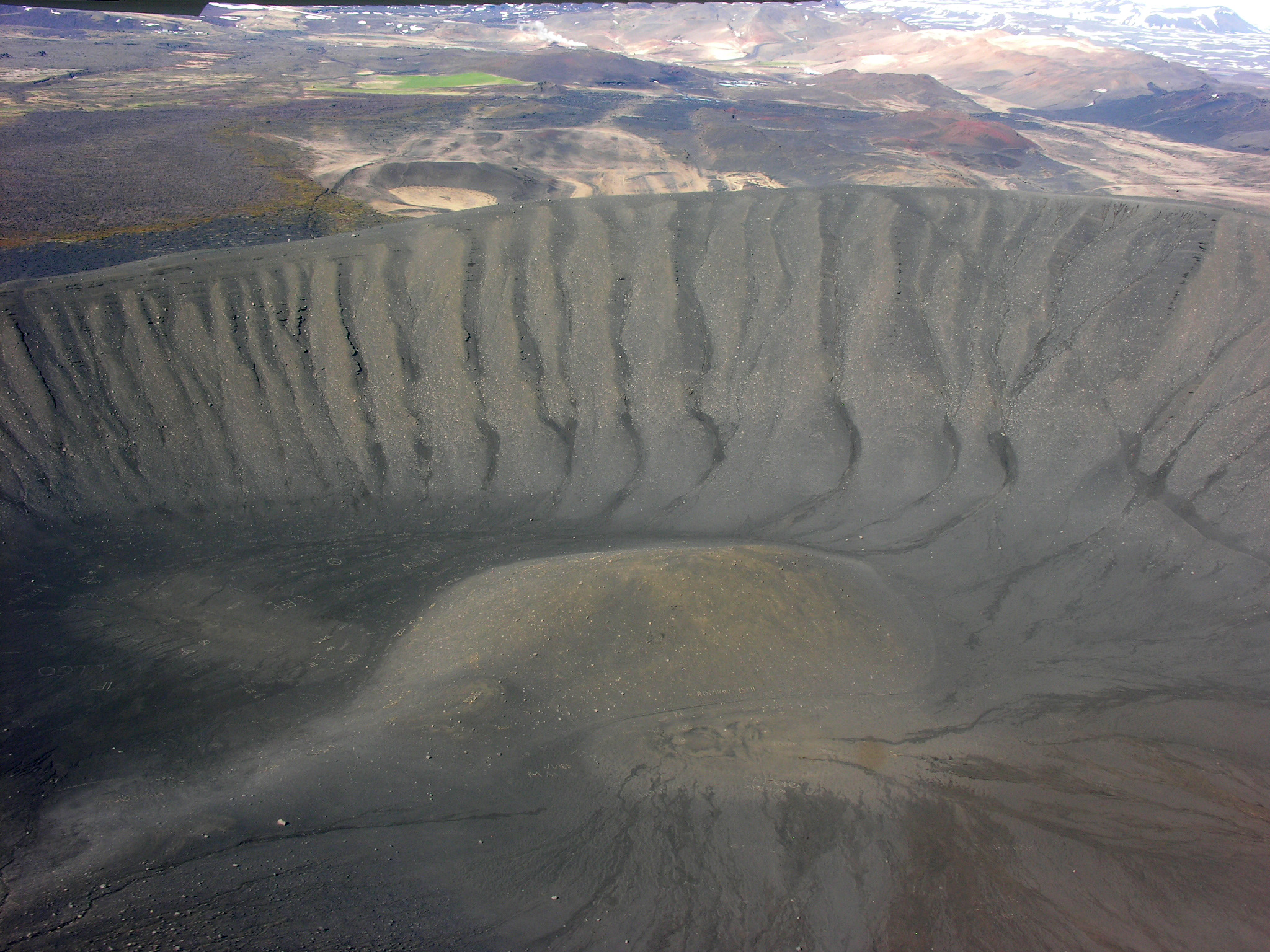
Hverfjall
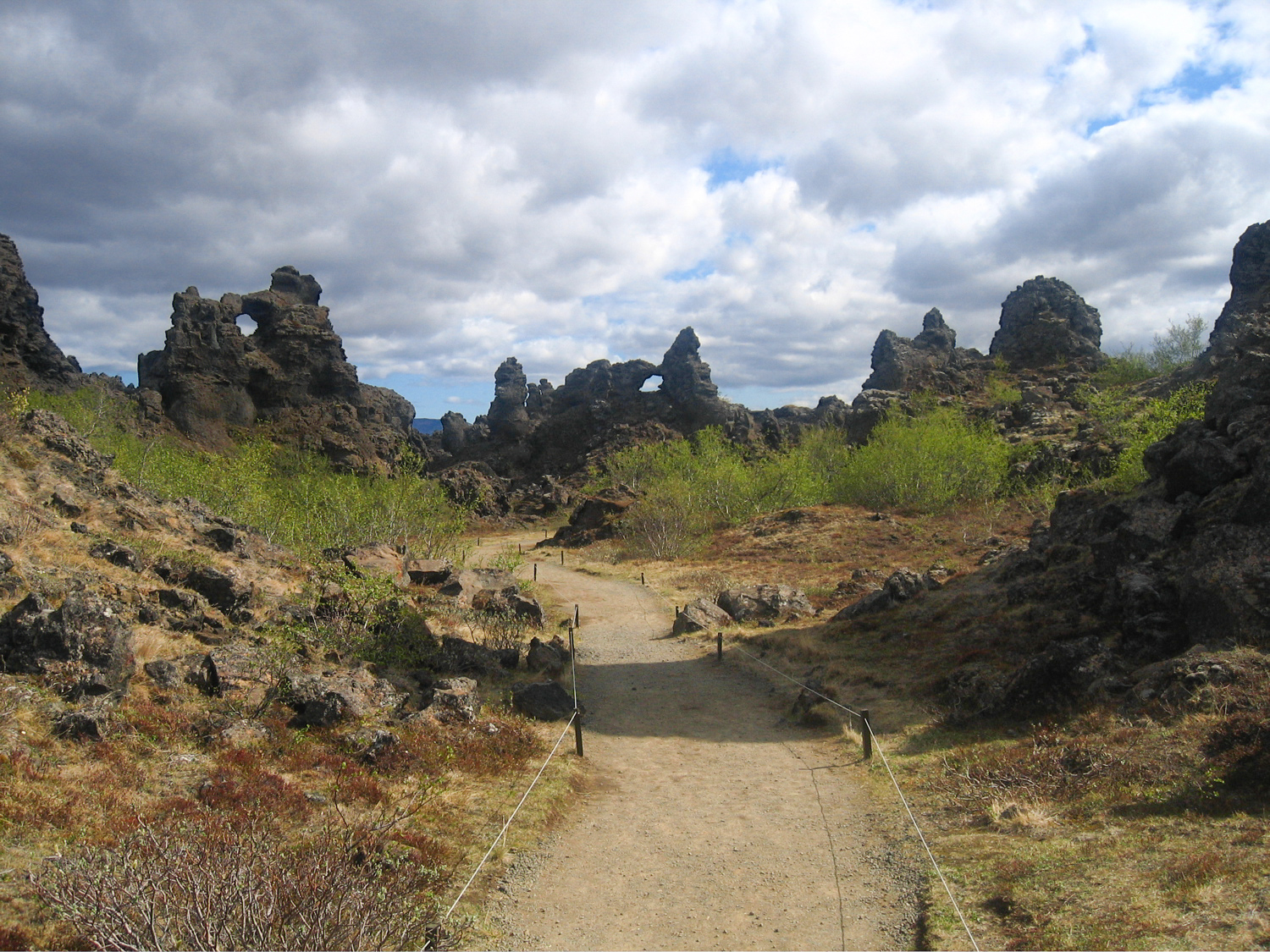
Dimmuborgir
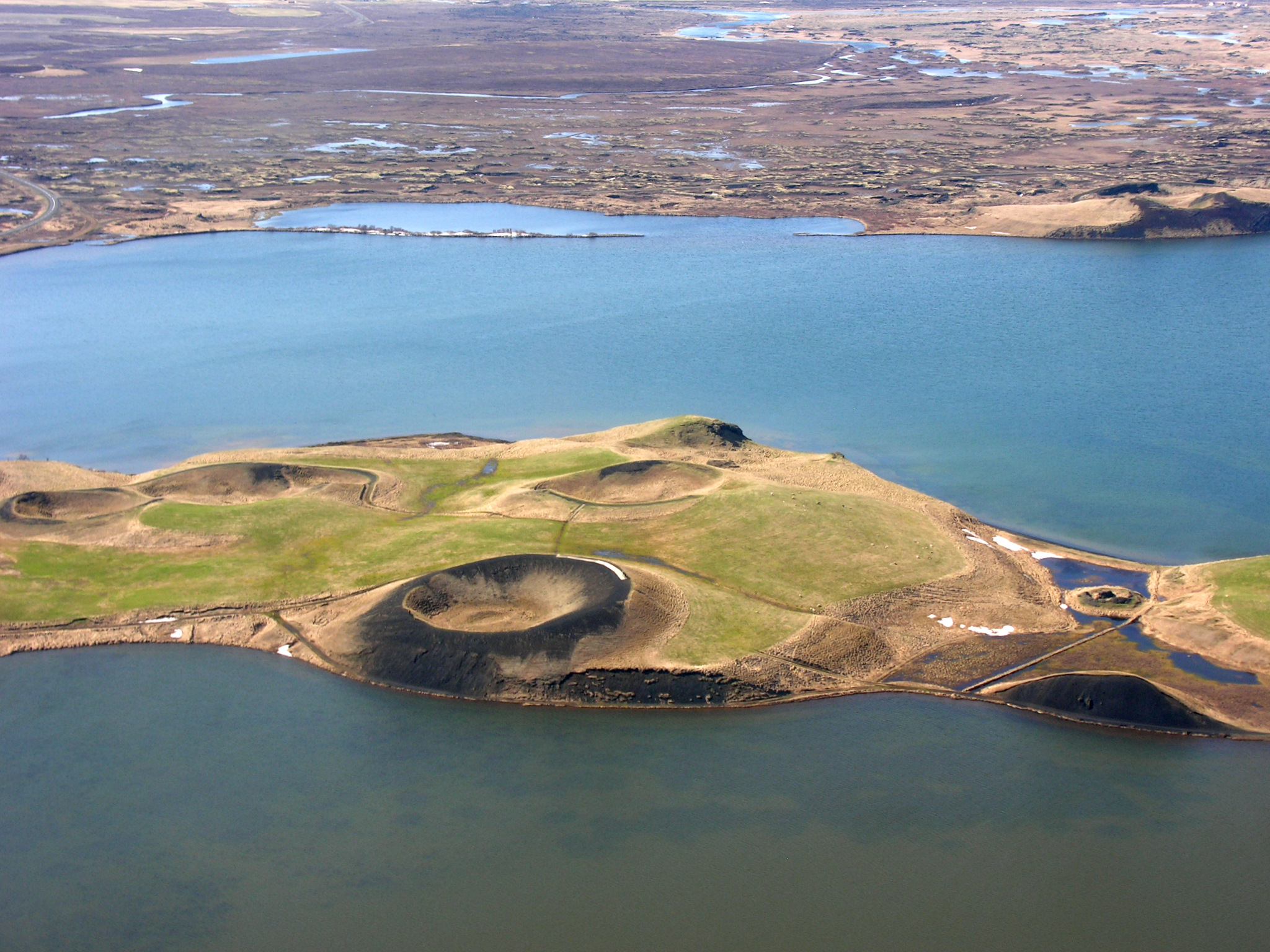
Pseudokrater bei Skútustaðir
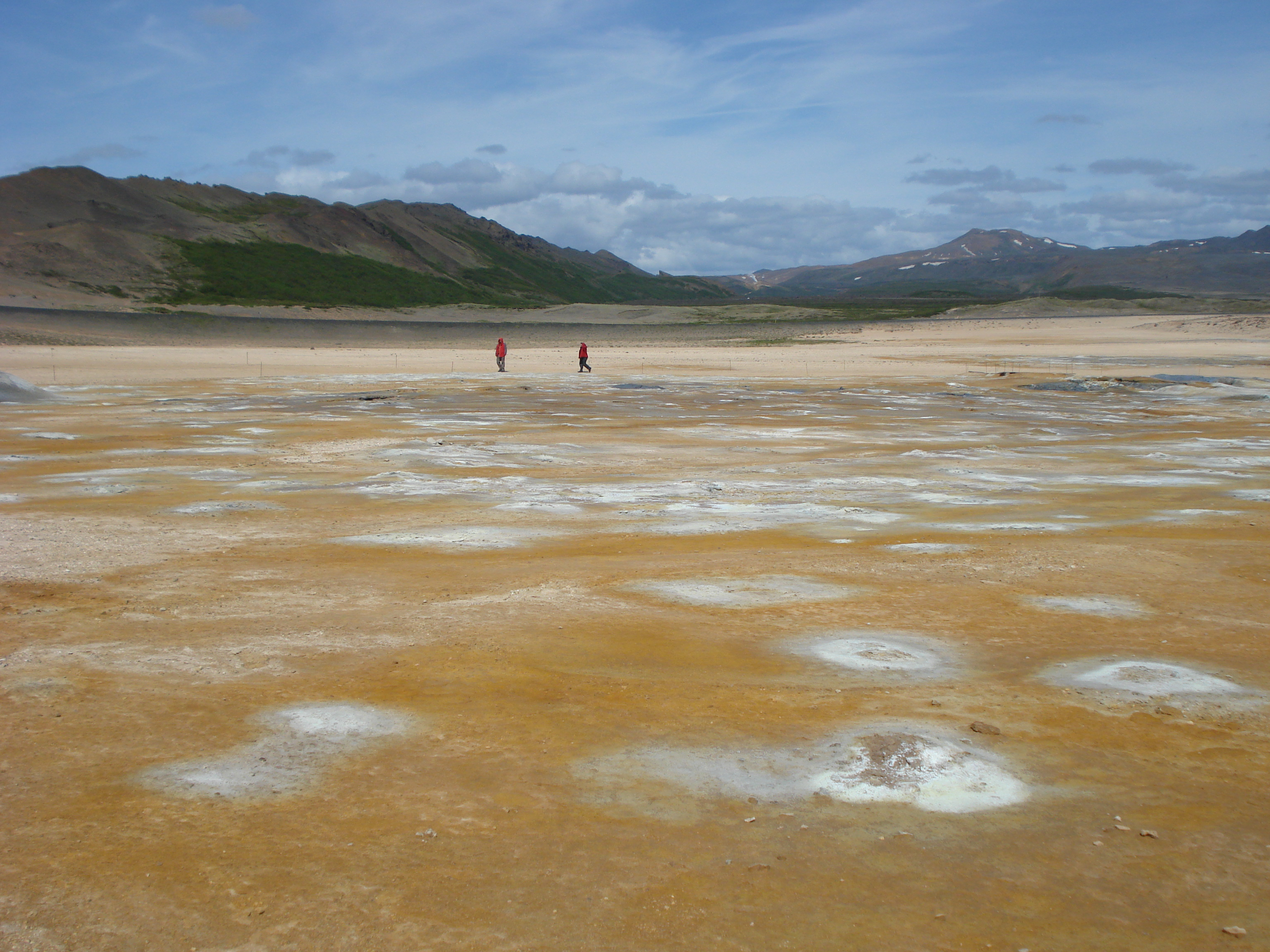
Zentralvulkan Krafla, gesehen vom zum Krafla-System gehörenden Hochtemperaturgebiet Hverarönd
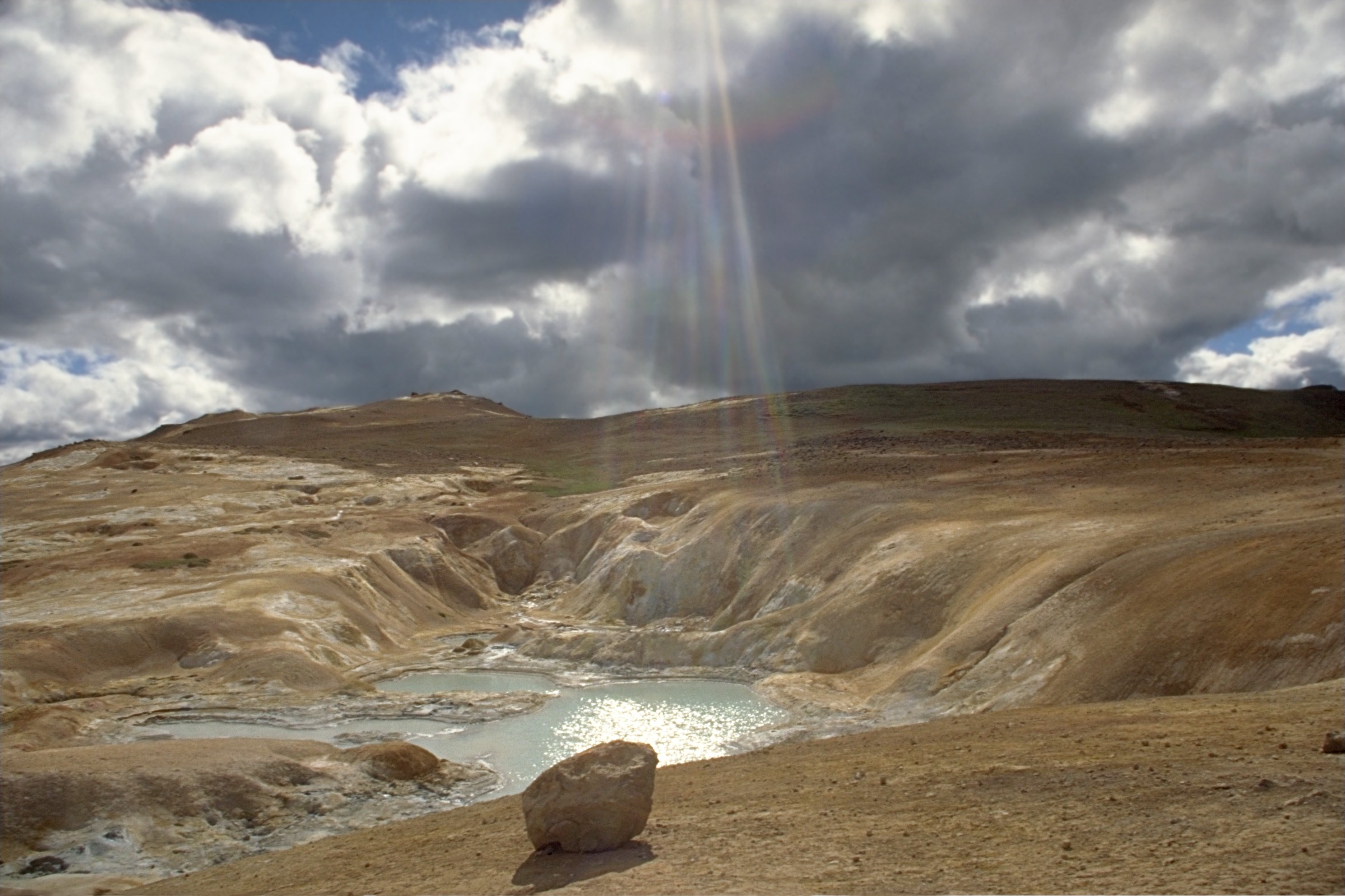
Leirhnjúkur
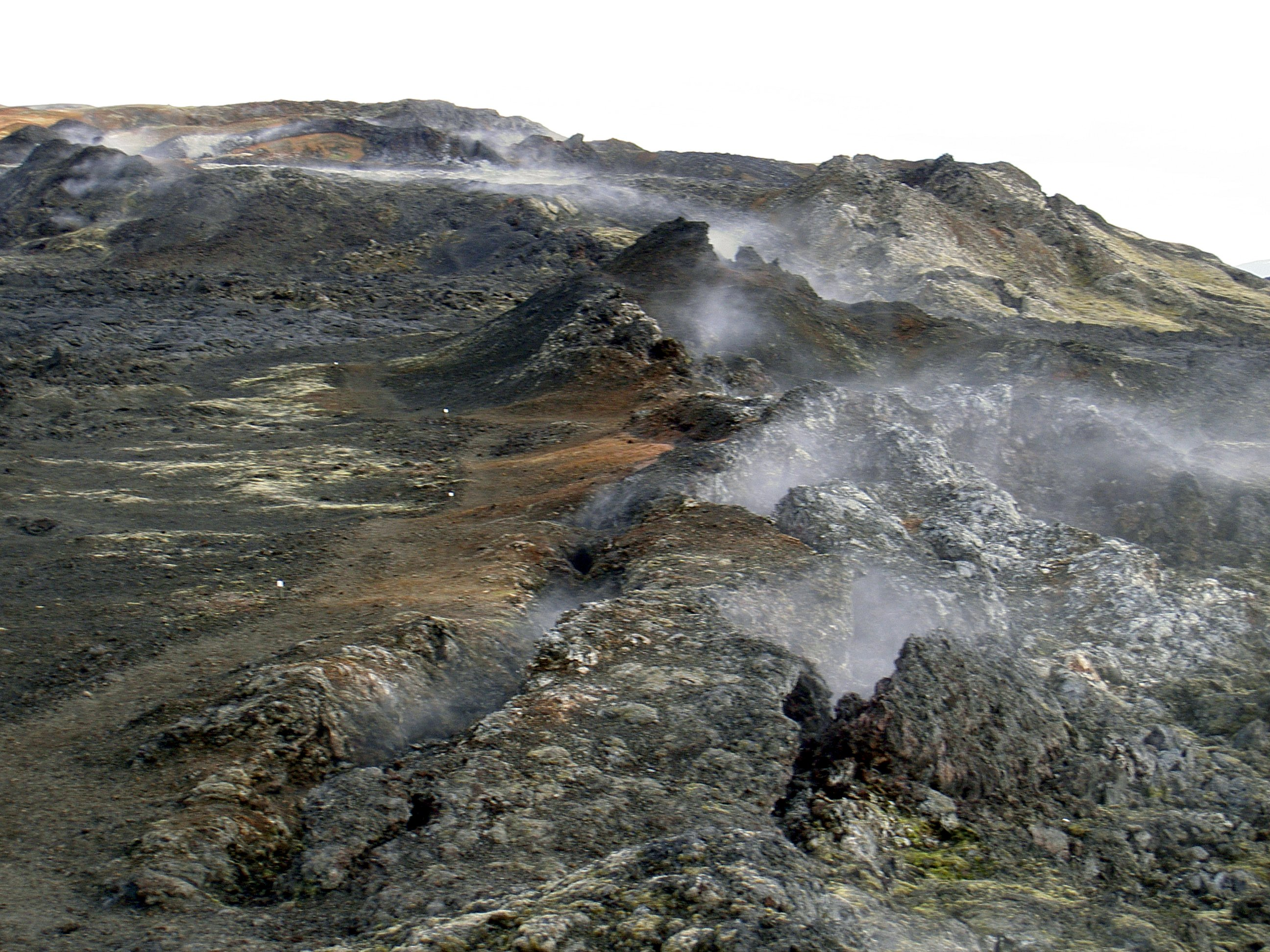
Immer noch heiße Lavafelder, am Leirhnjúkur, 2007
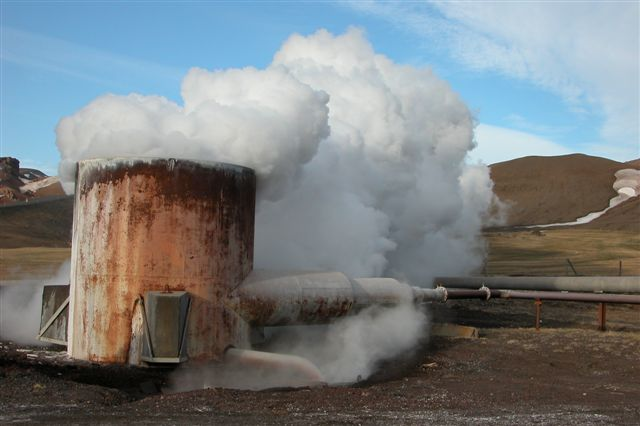
Bohrloch
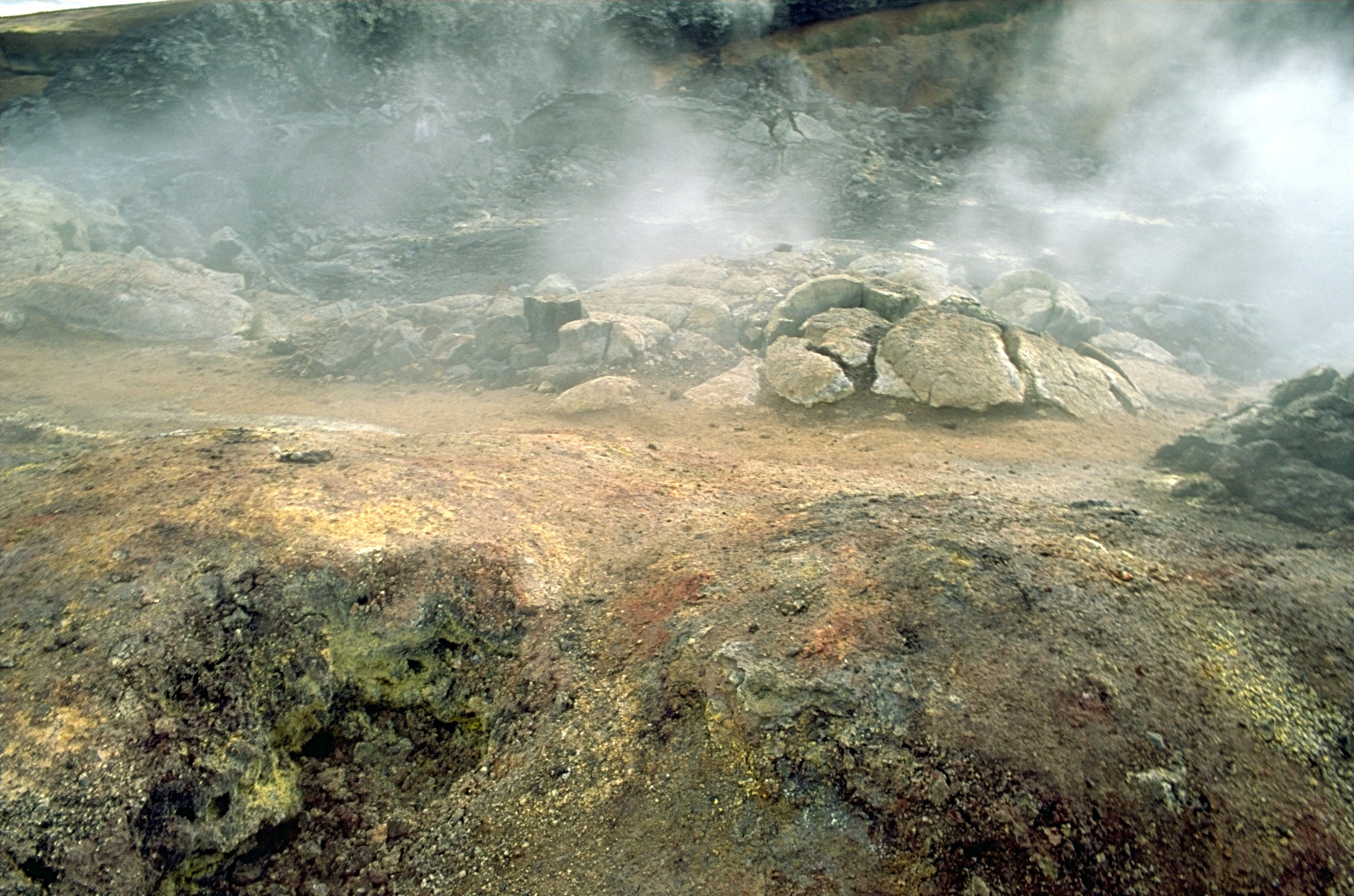
Lavafeld am Leirhnjúkur
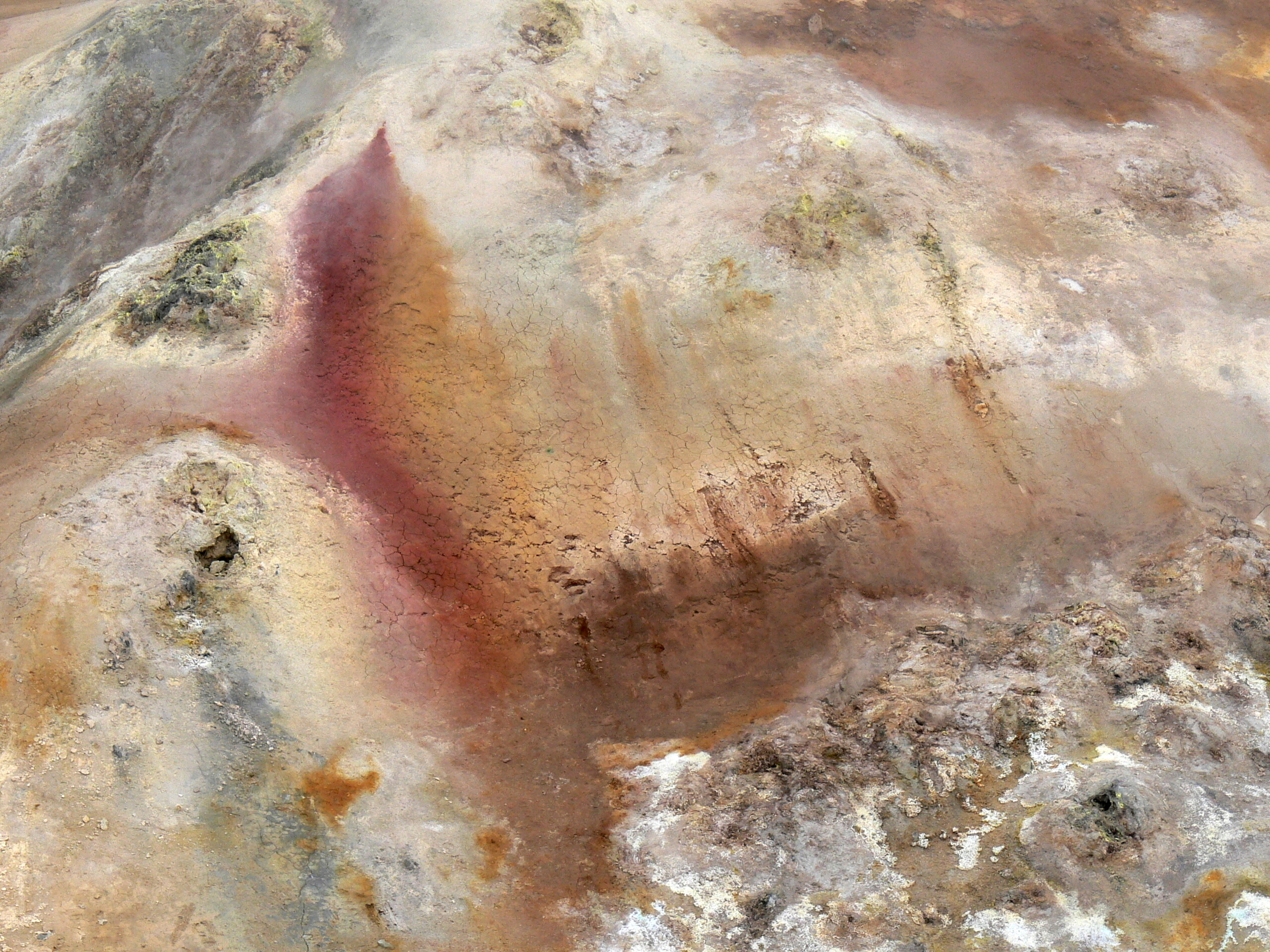
Schwefelfeld beim Víti
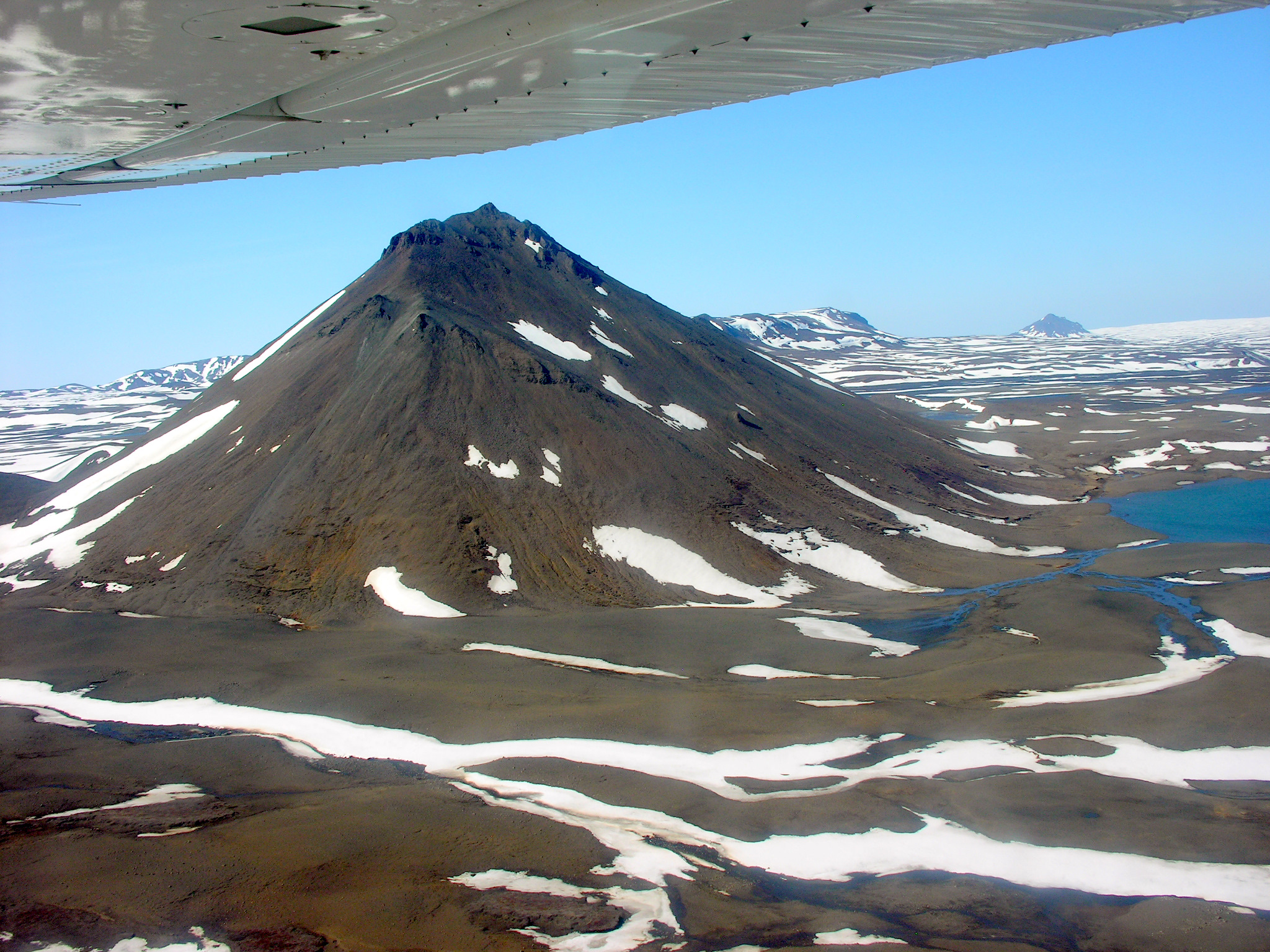
Luftbild des rhyolitischen Tafelvulkans Jörundur
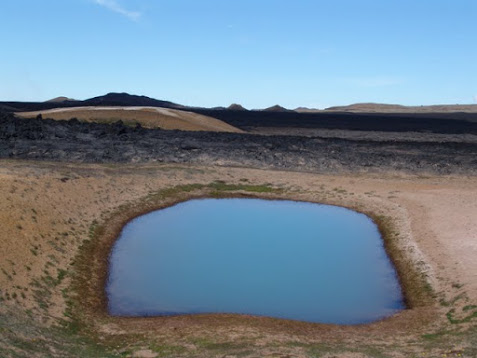
Kleiner See in Krafla